# 곽명우
곽명우(1991년 4월 8일~)는 대한민국의 배구 선수로 현재 V-리그의 안산 OK저축은행 러시앤캐시 소속으로 뛰고 있다. 2013-2014 신인 드래프트에서 전체 8순위로 안산 OK저축은행 러시앤캐시에 입단하였다.

## 약력
성균관대학교 재학 시절 정교한 토스와 장신 세터라는 점에서 팀의 주전 세터를 맡아 활약하였다. 노재욱이 곽명우에 밀려 대학 시절 백업으로 활약하다 졸업반 시즌에야 주전이 되었다. 2013-2014시즌 신인드래프트에서 2라운드 1순위로 안산 OK저축은행 러시앤캐시의 지명을 받았다.
당시 신생팀이였던 OK저축은행에 입단한 그는 당시 경기대학교의 주축이였던 세터 이민규가 주전세터로 낙점되면서 백업으로 시즌을 치르게 되었다. 주로 이민규가 부진할때나 부상으로 인해 못나올때 나와 활약을 펼쳤다. 2016-17시즌 종료후 팀동료 전병선과 함께 상무 배구단에 지원하여 합격하였으며, 입대하였다. 입대후 상무 배구단에서 주전 세터로 활약하였으며, 2018-19시즌 도중에 전역하여 원소속팀인 안산 OK저축은행 러시앤캐시로 복귀하였다. 복귀후에 이민규가 약간 부진하자 선발로 나오는 경기가 많아졌으며, 이로 인해 시즌 종료후 FA를 취득하게 되는 행운도 누렸다. FA로 풀리면서 장신세터라는 점과 백업으로 두기엔 아까운 실력으로 인해 세터가 부족한 팀들에서 노린다는 소문이 있었지만, 결국은 연봉 3억원에 원소속팀인 안산 OK저축은행 러시앤캐시에 남았다. 시즌 종료후 주전세터인 이민규가 수술을 받고 재활중이라서, 석진욱 감독이 2019-20시즌은 곽명우 주전세터 체제로 간다고 하였다. 하지만 시즌 들어서 경기력 문제로 토스가 많이 흔들리고 있다. 그러던중 부상으로 인해 재활하고 있다.

## 출신 학교
- 소사초등학교
- 소사중학교
- 영생고등학교
- 성균관대학교10학번